# Espasa de Guadalajara

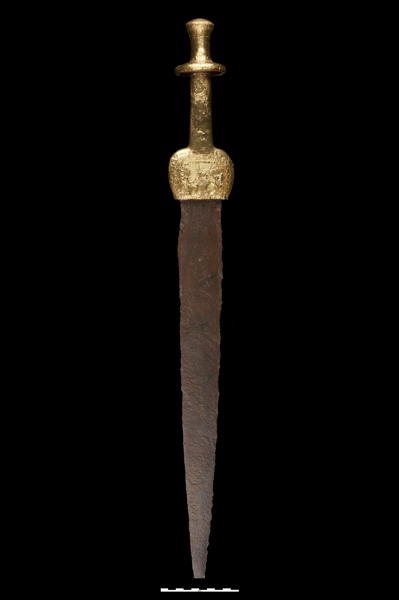
Espasa de Guadalajara al Museu Arqueològic Nacional d'Espanya

L'Espasa de Guadalajara és una arma pertanyent a l'edat del bronze de la península Ibèrica. Destaca per la seva empunyadura d'or, ricament decorada; és possiblement una de les més singulars peces d'armament que es coneixen d'aquest període de la prehistòria peninsular. Datada entre el 1600-1300 aC, es conserva al Museu Arqueològic Nacional a Madrid, amb el nombre d'inventari 1962/9/1.

## Troballa
Gairebé res se'n sap de les circumstàncies de la troballa. És Gómez-Moreno el primer de situar el seu origen a Guadalajara, avui àmpliament acceptat. Notícies recents semblen poder precisar el lloc de la troballa a les proximitats del barri de Renales del poble Torremocha del Campo.
Segons l'historiador i arqueòleg Juan de Mata Carriazo y Arroquia podria pertànyer a un dipòsit de diverses espases procedent d'Astúries.
La dada certa és que la peça va pertànyer a la col·lecció Rodríguez Bauzà, on l'esmenta per primera vegada Ferrandis de forma succinta. La peça va ser adquirida l'any 1962 per la Direcció General de Belles Arts.

## Descripció
Es tracta d'una fulla ampla i plana de coure, fixada amb reblons a una empunyadura de fusta revestida de làmines d'or. La part superior de l'empunyadura remata en un pom eixamplat, que s'uneix mitjançant un cos cilíndric llis a una guarda ovoide, decorada a ambdós costats mitjançant punts i línies repussades, dibuixant a la zona d'unió de la fulla dos arcs en cada una de les cares. Aquesta peça és una de les millors representacions d'armament de prestigi i representació social.